# Историята на Лизи
„Историята на Лизи“ (на английски: Lisey's Story) е роман от Стивън Кинг, публикуван на 24 октомври 2006 г. Издаден е на български под заглавието „Романът на Лизи“. Въпреки обещанието на Кинг да не пише повече за Касъл Рок, действието на романа се развива в този град.

## Сюжет
Лизи Ландън е вдовица на многоуважаван автор на романи. Един ден, докато разчиства бюрото на покойния си съпруг, тя разбира, че не помни почти нищо от миналото си. Започват да ѝ звънят по телефона, с предупреждение да предаде на някого непубликуваните романи на съпруга си. Тя е на прага да полудее и постепенно разбира една мрачна истина. Романът има силен психологически елемент, което го прави една от трудно разбираемите книги на Кинг.